# Казача (Перуђа)
Казача је насеље у Италији у округу Перуђа, региону Умбрија.
Према процени из 2011. у насељу је живело 183 становника. Насеље се налази на надморској висини од 180 м.